# Канатларци
Канатларци (мкд. Канатларци) су насеље у Северној Македонији, у јужном делу државе. Канатларци припадају општини Прилеп.
Село се налази у саставу Општине Прилеп (до 2004. се налазило у општини Тополчани). Близу села пролази пут Прилеп - Битољ.

## Географија
Насеље Канатларци су смештени у јужном делу Северне Македоније. Од најближег већег града, Прилепа, насеље је удаљено 23 km јужно.
Канатларци се налазе у средишњем делу Пелагоније, највеће висоравни Северне Македоније. Село је смештено у средишњем делу поља, а најближа планина је Селечка планина, 10 km источно. надморска висина насеља је приближно 620 метара.
Клима у насељу је континентална.

## Историја
Среће се у архивским документима у 17. веку (између 1650-1750) као "Канатлар". Помиње се оно међутим и раније. Тако се 1633. године, спахија Турчин, Хусеин-бег жалио не непослушне кметове тог села.
Стари назив места је "Врановци".
Ту је 1877. године било од стране Бугара забележено 17 "бугарских" домова.
У Канатларцу се налазила једна бекташка текија, две очуване и једна порушена џамија.
У место је крајем лета 1923. године дошао за учитеља Банаћанин, Жарко Зрењанин. Примио га је управитељ школе Андон Алексоски, социјалист из Прилепа. Зрењанин је у Канатларцима основао драмску секцију и певачку и играчку групу. Провео је три године радећи у том "турском селу".

## Становништво
По попису становништва из 2002. године Канатларци су имали 972 становника.
Претежно становништво у насељу су Турци (81%), а мањине су етнички Македонци (11%) и Бошњаци (7%). До почетка 20. века огромну већину у насељу чинили су Турци.
Већинска вероисповест у насељу је ислам, а мањинска православље.